# Swissport

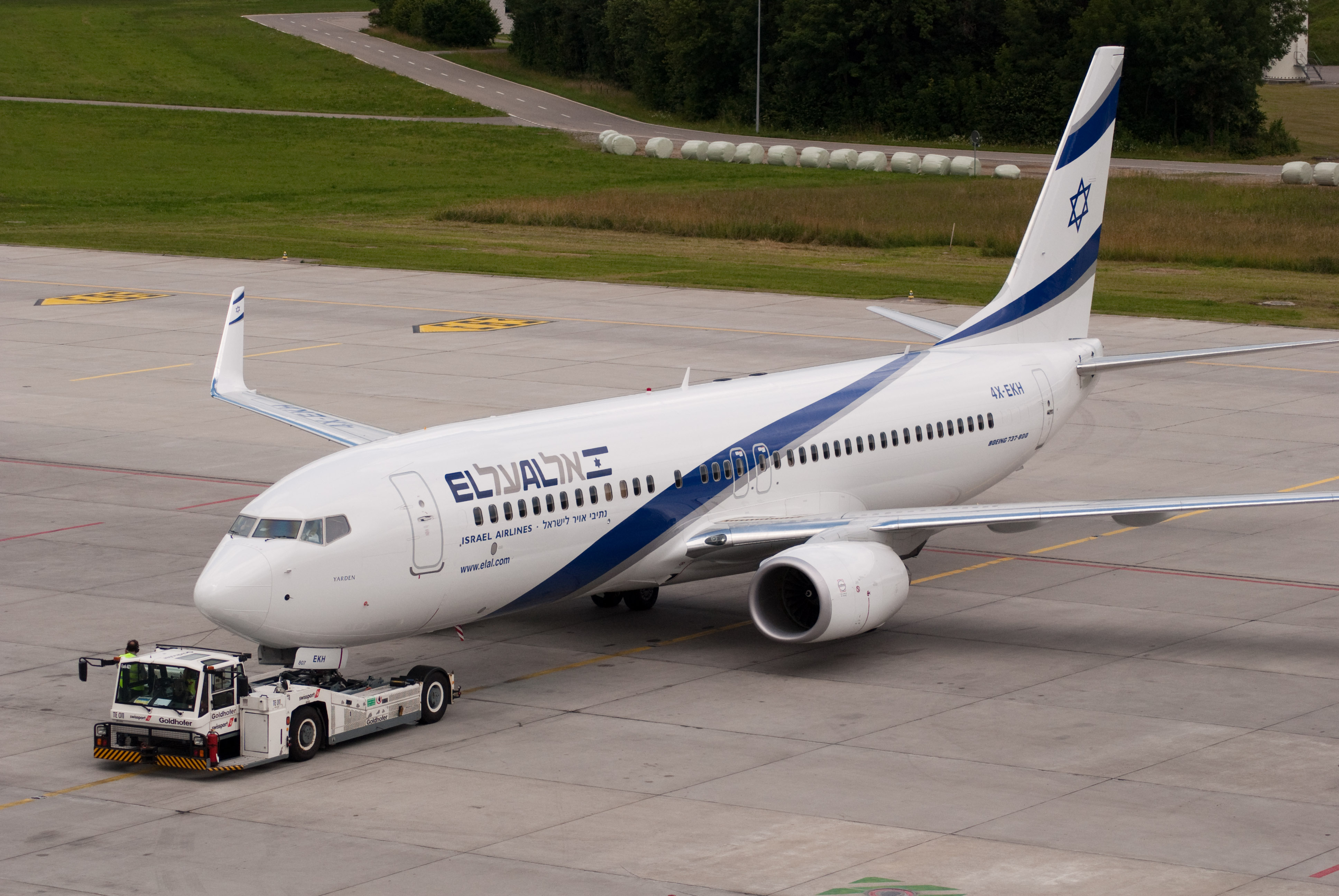
Boeing 737-800 da El Al utilizando serviços da Swissport no Aeroporto de Zurique

A Swissport International Ltd. (abreviadamente Swissport) é uma empresa de handling, criada nos anos 50, na Suíça como uma subsidiária da companhia aérea Swissair e focada nos serviços de apoio ao transporte aéreo (serviços auxiliares para os próprios aviões, aos passageiros e à carga).
Na década de 1990, a empresa adquire os serviços de apoio terrestre da Aer Lingus, no aeroporto de Heathrow, e da DynAir Holdings Inc, nos EUA. Esta última aquisição permitiu à Swissport o acesso a aeroportos de grande tráfego.
No ano de 2005, o controle acionário da Swissport foi adquirido pela Ferrovial, empresa de origem espanhola.
Em 2006, a Swissport prestou serviços a mais de 70 milhões de passageiros, e cerca de 2 milhões de aeronaves, empregando nesta época cerca de 23.000 funcionários, e operando em mais de 180 aeroportos, espalhados por 42 países.
A Swissport foi premiada sete vezes consecutivas (de 2001 a 2007) pelo Institute for Transport Management (ITM), pela excelência dos serviços de apoio terrestre aeroportuário.
Até 2010, Swissport International Ltd. era uma subsidiária da Ferrovial, uma empresa líder de serviços aeroportuários baseada na Espanha, provendo serviços de solo para mais de 70 milhões de passageiros e 2,8 milhões de toneladas de carga anualmente através de 650 empresas clientes. 
Com seu atual quadro de mais de 68.000 funcionários, a Swissport é ativa em 315 aeroportos ao redor de 50 países em cinco continentes, e gera um lucro operacional de 2,8 bilhões EUR em 2017.